# Inno della Repubblica Socialista Sovietica Moldava
L’Inno della RSS Moldava  (in moldavo Имнул де Стат ал РСС Молдовенешть) fu l'inno nazionale della Repubblica Socialista Sovietica Moldava dal 1945 al 1990.
La musica fu composta da Ştefan Neaga e Eduard Lazarev, mentre il testo venne scritto da Emilian Bukov e Ivan Bodarev.

## Testo

### Testo originale (1945–80)

#### Testo in moldavo/rumeno
| Alfabeto moldavo cirillico (ufficiale) | Alfabeto rumeno latino | Trascrizione AFI (dialetto moldavo) |
| I Молдова ку дойне стрэбуне пе плаюрь, Ку поамэ ши пыне пе дялурь ши вэй. Луптынд ку-ажуторул Русией мэреце, А врут неатырнаря пэмынтулуй ей. Рефрен: Славэ ын вякурь, Молдовэ Советикэ, Креште ку алте републичь сурорь, Ши ку драпелул Советик ыналцэ-те, Калия сэ-ць фие авынт креатор. II Пе друмул луминий ку Ленин ши Сталин, Робия боерилор крунць ам ынвинс. Пе ной дин избындэ-н избындэ ыннаинте, Не дуче слэвитул партид комунист. Рефрен III Ын армия ноастрэ, луптынд витежеште, Пе душманий цэрий ый вом бируи, Ши-н маря фамилие а Униуний, Молдова Советикэ-н вечь а-нфлори. Рефрен | I Moldova cu doine străbune pe plaiuri, Cu poamă și pâne pe dealuri și văi. Luptând cu-ajutorul Rusiei mărețe, A vrut neatârnarea pământului ei. Refren: Slavă în veacuri, Moldovă Sovietică, Crește cu alte republici surori, Și cu drapelul Sovietic înalță-te, Calea să-ți fie avânt creator. II Pe drumul luminii cu Lenin și Stalin, Robia boierilor crunți am învins. Pe noi din izbândă-n izbândă înainte, Ne duce slăvitul partid comunist. Refren III În armia noastră, luptând vitejește, Pe dușmanii țării îi vom birui, Și-n marea familie a Uniunii, Moldova Sovietică-n veci a-nflori. Refren | 1 [mol.do.ʝa ku doj.ne strə.bu.ne ce pla.jur] [ku po̯a.mɨ ʃɨ pɨ.ne ce de̯a.lur ʃɨ vəj ‖] [lup.tənd kwa.ʒu.to.rul ru.sɨ.jej mə.rə.tsə] [a vrut ne̯a.tɨr.na.rɛ pə.mɨn.tu.luj jej ‖] [rə.frən] [sla.vɨ ɨɱ va.kur ǀ mol.do.vɨ so.ʝə.ti.kɨ] [krəʃ.te ku al.te rə.pu.bli(t)ʃʲ su.ror] [ʃɨ ku dra.ce.lul so.ʝə.tik ɨ.nal.tsə.te] [ka.lɛ səts çi.je a.vɨnt kra.tor ‖] 2 [ce dru.mul lu.ɲi.nij ku le.nin ʃɨ sta.lin] [ro.ɟi.je bo.je.rɨ.lor krunts am ɨn.ʝins ‖] [ce noj din iz.bɨn.dəʔn̩ iz.bɨn.dɨ ɨ.na.in.te] [ne du.(t)ʃe slə.ʝi.tuʎ car.tid ko.mu.nist ‖] [rə.frən] 3 [ɨn ar.ɲi.je no̯as.trə ǀ lup.tɨnd ʝi.te.ʒəʃ.te] [ce duʃ.ɲa.nij tsə.rɨj ɨj vom ɟi.ru.i] [ʃɨʔɲ̩ ɲa.rɛ ça.ɲi.li.je a u.ni.u.nij] [mol.do.ʝa so.ʝə.ti.kəʔɲ̩ ʝe(t)ʃʲ aɱ.flo.ri ‖] [rə.frən] |

#### Traduzioni
| Traduzione italiana | Traduzione inglese |
| --- | --- |
| La Moldavia, con la doina nelle sue terre, Con l'uva e il pane su colline e valli. Lottando con l'aiuto della Grande Russia, Volle l'indipendenza della sua terra. Ritornello: Gloria [a te] nei secoli, Moldavia sovietica, Cresci, con le altre repubbliche sorelle, E con la bandiera sovietica che si innalza, Verso la tua ascesa creatrice. Sul sentiero illuminato con Lenin e Stalin, Vincesti contro la schiavitù dei crudeli nobiluomini. Per Noi, da vittoria a vittoria, Il glorioso partito comunista ci guiderà. Ritornello Nel nostro esercito, combattendo valorosamente, Supereremo i nemici dal paese, E nella grande famiglia dell'Unione, La Moldavia Sovietica sempre fiorirà. Ritornello | Moldova, land of ancestral doinas abound, Its hills and valleys, where grapes and bread are found. With the aid of Great Russia, we fight in battle, To make thy land free, we conquer thy struggle. Refrain: O Soviet Moldova, eternally flourish, With the others, we are able to grow, And around thy Soviet flag, up it riseth, Let the path be thy great gifted flow. Lenin and Stalin, with us, in thy path agleam, We have defeated the cruel boyar's bondage. For us from victory to victory alee, The glorious Communist Party leadeth us! Refrain Among our Army, fighting valiantly, We'll beat the enemies of thy country, And in thy great family of the Union, Soviet Moldavia shall flourish evermore. Refrain |

### Testo 1980–91
Dopo la morte di Stalin nel 1953, come altri inni sovietici, qualsiasi menzione di Stalin è stata rimossa; tuttavia, una nuova versione dell'inno non fu adottata fino al 1980. L'inno fu riscritto dai tre versi tipici con cori (come altri inni sovietici) in una versione con tre versi senza ritornelli, che era stata utilizzata fino al crollo del Unione Sovietica nel 1991.
La musica composta da Ștefan Neaga è stata arrangiata da Eduard Lazarev, e il testo è stato scritto da Emilian Bucov e Bogdan Istru.

#### Testo in moldavo/rumeno
| Cirillico (ufficiale) | Alfabeto latino | Trascrizione AFI (dialetto moldavo) |
| I Молдова Советикэ, плаюл ностру-н флоаре, Алэтурь де алте републичь сурорь. Пэшеште ымпреунэ ку Русия маре, Спре ал Униуний сенин виитор. II Дойна ынфрэцирий прослэвеште Цара, Ку ынцелепчиуне кондусэ де Партид. Кауза луй Ленин – каузэ мэряцэ – О ынфэптуеште попорул стрынс унит. III Славэ ын вякурь, ренэскут пэмынт! Мунка сэ-ць фие креатор авынт! Ши комунизмул – цел нестрэмутат – Ыналцэ-л прин фапте пентру феричиря та! | I Moldova Sovietică, plaiul nostru-n floare, Alături de alte republici surori. Pășește împreună cu Rusia mare, Spre al Uniunii senin viitor. II Doina înfrățirii proslăvește Țara, Cu înțelepciune condusă de Partid. Cauza lui Lenin – cauză măreață – O înfăptuiește poporul strâns unit. III Slavă în veacuri, renăscut pământ! Munca să-ți fie creator avânt! Și comunismul – țel nestrămutat – Înalță-l prin fapte pentru fericirea ta! | 1 [mol.do.ʝa so.ʝə.ti.kɨ ǀ pla.jul nos.truʔɱ̩ flo̯a.rə] [a.lə.tur de al.te rə.pu.bli(t)ʃʲ su.ror ‖] [pə.ʃəʃ.te ɨm.prəw.nɨ ku ru.sɨ.je ɲa.rə] [sprə al u.ni.u.nij sə.niɲ ʝi.ji.tor ‖] 2 [doj.na ɨɱ.frər.tsɨ.rɨj pro.slə.ʝeʃ.te tsa.ra] [ku ɨn.tsə.lep.(t)ʃi.u.ne kon.du.sɨ de car.tid ‖] [kaw.za luj le.nin ǀ kaw.zɨ mə.ra.tsɨ] [o ɨɱ.fəp.tu.jeʃ.te po.po.rul strɨns u.nit ‖] 3 [sla.və ɨɱ va.kur ǀ rə.nəs.kut pə.mɨnt ‖] [muŋ.ka səts çi.je kra.tor a.vɨnt ‖] [ʃɨ ko.mu.niz.mul tsəl nes.trə.mu.tat] [ɨ.nal.tsəʔl̩ prɨɲ çap.te cen.tru çe.rɨ.(t)ʃi.rɛ ta ‖] |

#### Traduzioni
| Traduzione italiana | Traduzione inglese |
| --- | --- |
| Moldavia sovietica, la nostra terra in fiore Accanto ad altre sorelle sovietiche Sta camminando insieme con la grande Russia Verso il futuro sereno dell'Unione La doina sta lodando il paese della fratellanza Condotto saggiamente dal partito La causa di Lenin – una grande causa – Viene realizzata da persone unite Gloria nei secoli, terra rinata! Il tuo lavoro può essere creatore di potenza! E il Comunismo – una meta che stiamo raggiungendo – Con i suoi atti ti sta portando alla felicità! | Soviet Moldova, our land of flowers, Along with our sister republics, Together with Great Mother Russia we march on, Toward the Union's future so serene. The fraternal doina the country praiseth, As our great Party sagaciously us leadeth. The cause of Lenin, a cause so noble, Brought about by our undivided people. Of aeons glorious, oh land renewed! For thee may work be a sire great! And communism, this goal unshaken – Thou raisest it through the achievements for thy blessing! |